# Lycaena chlorina
Lycaena chlorina är en fjärilsart som beskrevs av Henry Skinner 1902. Lycaena chlorina ingår i släktet Lycaena och familjen juvelvingar. Inga underarter finns listade i Catalogue of Life.